# Романович, Аполлоний Павлович
Аполло́ний Па́влович Романо́вич (1858—1899) — главный редактор газеты «Туркестанские ведомости»
Родился в 1857 году. Получив образование в Морском кадетском корпусе, он по выпуске из него мичманом был назначен в Аральскую военную флотилию, командовал военным пароходом «Сырдарья» и паровым баркасом «Обручев», принимал участие в экспедиции капитана Брюллова, занимавшейся изучением Аральского моря. Командуя шхуной «Опричник», совершил ценные исследования фарватера Амударьи между Чарджуем и укреплением Керки.
Начал свою журналистскую деятельность, ещё будучи офицером, посылая корреспонденции в «Кронштадтский вестник» и «Морской сборник». В 1892 году вышел в отставку, поселился в Ташкенте и возглавил «Туркестанские ведомости». Здесь он старался путём первополосных статей и редакционных заметок содействовать развитию и процветанию Туркестанского края. Ему не чужды были вопросы местного экономического положения, которым он посвятил немало статей.
Скончался в Ташкенте 19 декабря 1899 года.